# Verzögerungsstreifen

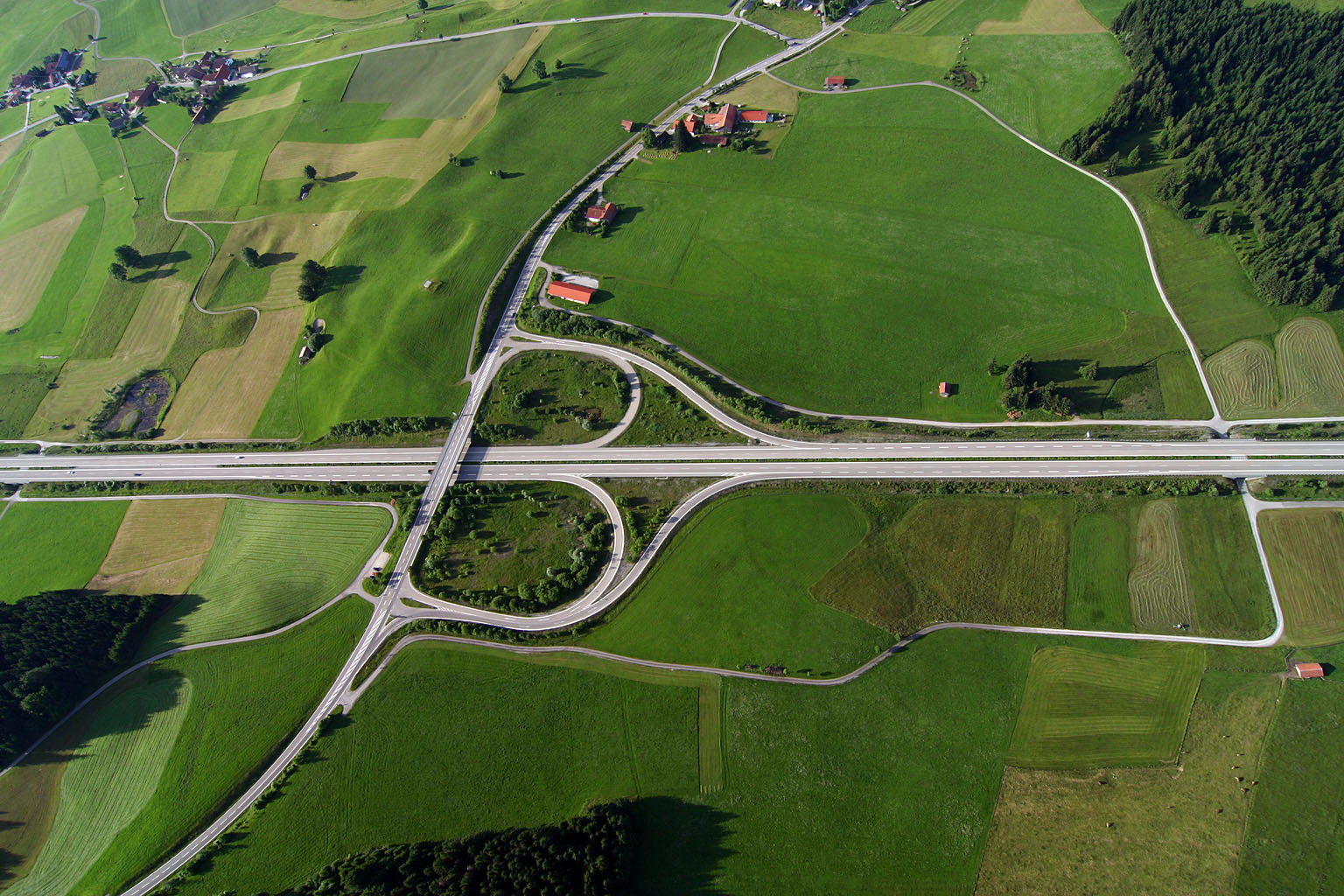
Vogelperspektive einer Autobahnausfahrt mit Verzögerungsstreifen

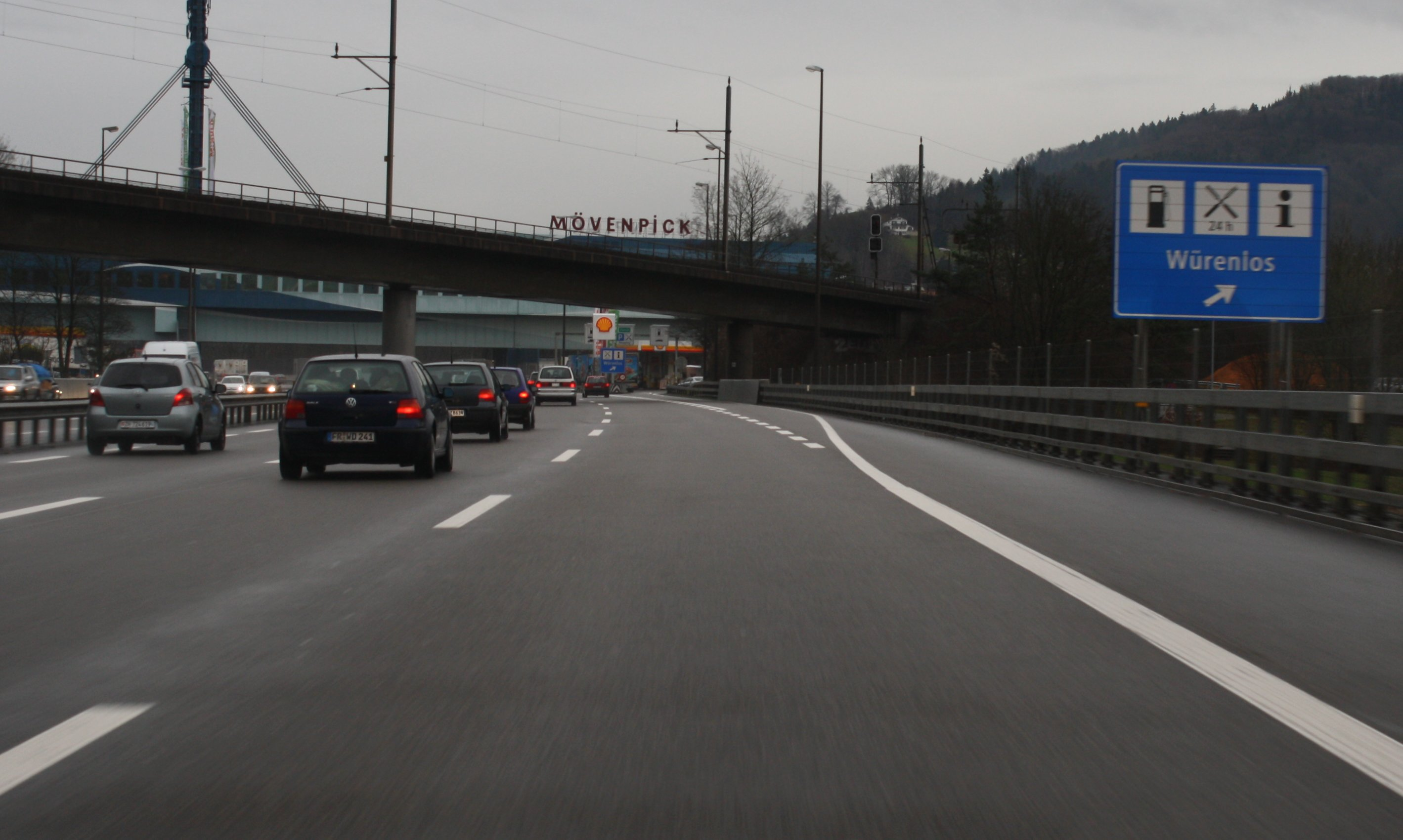
Verzögerungsstreifen einer Schweizer Autobahnabfahrt

Als Verzögerungsstreifen oder Ausfädelungsstreifen wird die Abfahrt von einer Schnellstraße (z. B. Autobahn) bezeichnet. Er ermöglicht es Verkehrsteilnehmern, ohne zu bremsen, zunächst aus dem fließenden Verkehr auszuscheren (so genanntes Ausfädeln), um dann erst auf dem Verzögerungsstreifen den Bremsvorgang auf eine der Ausfahrt angemessene Geschwindigkeit einzuleiten. Dadurch wird eine Behinderung des fließenden Verkehrs durch vor der Ausfahrt abbremsende Fahrzeuge und damit eine Gefahrenquelle für Auffahrunfälle vermieden.
In Deutschland darf auf Verzögerungsstreifen, anders als auf Beschleunigungsstreifen, nicht schneller als auf dem rechten Fahrstreifen der Hauptfahrbahn gefahren werden (§ 7a III StVO). 
Ausfahrten, bei denen ein Verzögerungsstreifen nicht vorhanden ist, werden als Direktausfahrten bezeichnet.